# AI-2
L'Ato Institucional Nº2 o, più comunemente, AI-2 è stato il secondo di una serie di decreti emessi dal regime militare brasiliano negli anni successivi al golpe militare del 1964, più precisamente il 27 ottobre 1965.

## Storia
L'AI-2 fu promulgato in risposta ai risultati delle elezioni di inizio mese. Seguendo la strategia delineata dai militari dopo il golpe del 1964, la promulgazione dell'AI-2 fu necessaria, poiché la Costituzione del 1946 non era più compatibile con il regime in corso.
L'opposizione vinse le elezioni in cinque Stati del Paese e quindi i militari cominciarono con la repressione:
- riaperti i processi giudicati dalla Cassazione
- aboliti i partiti e devastate le loro sedi
- il Potere Giudiziario subì forti pressioni da quello Esecutivo

Il 27 ottobre del 1965 il presidente Castelo Branco fa pubblicare Diário Oficial l'AI-e e ne ordina la promulgazione che, secondo il suo articolo 33 sospendeva la Costituzione del 1946 e le elezioni dirette del Presidente della Repubblica.
Con l'AI-2, il Potere giudiziario subì forti pressioni da parte del Potere esecutivo; così facendo, i procedimenti contro i golpisti non furono più di competenza della giustizia civile e lo Stato entra in un regime eccezionale, escludendo i diritti individuali del cittadino.

### Durata dell'AI-2
L'AI-2 rimase in vigore fino al 15 marzo 1967, giorno in cui fu promulgata la nuova Costituzione. I suoi effetti non furono, però, sospesi definitivamente.